# Muñeca Annabelle

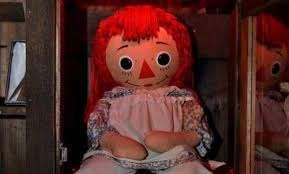
Muñeca Annabelle

Annabelle es una muñeca supuestamente embrujada que se encuentra en el museo de lo oculto perteneciente a los investigadores paranormales Ed y Lorraine Warren. Un personaje basado en la muñeca es un antagonista recurrente en las películas de The Conjuring.

## Historia

### Origen

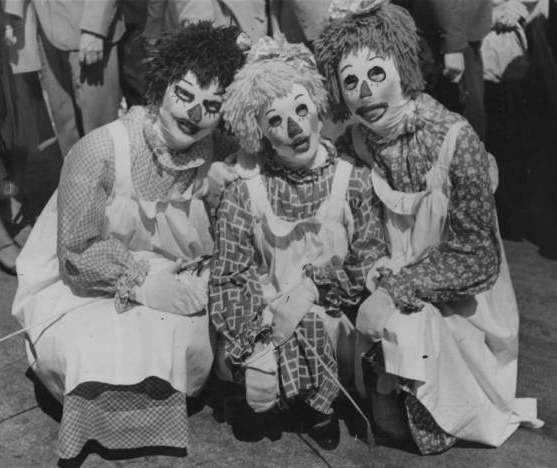
Mujeres disfrazadas como muñecas Raggedy Ann en los años 1930

La muñeca fue fabricada por una empresa, una juguetera infantil que comercializaba los productos de Raggedy Ann, siendo esta una de las unidades. 
La marca Raggedy Ann fue creada en 1915 por Johnny Gruelle y se dio a conocer tras una saga literaria infantil a partir de 1918. El éxito fue tal que Fleischer Studios produjo una serie animada. A lo largo de los años, el producto fue un éxito de ventas hasta los años 1970.

## Adaptaciones
En julio de 2013 se estrenó la película The Conjuring dirigida por James Wan y basada en uno de los casos del matrimonio Warren. En este caso la muñeca no tiene nada que ver, puesto que el suceso afectaba a una familia que va a vivir a una granja poseída. La muñeca, diferente a la original, aparece en dos ocasiones en la película, como cuando Ed y Lorraine Warren, interpretados por Patrick Wilson y Vera Farmiga, respectivamente, presentaban una conferencia en un instituto sobre ella, y más tarde aparece en el sótano de la casa de la pareja (el museo de objetos demónicos), con la intención de atacar a su hija.
Las productoras Warner Bros. y New Line Cinema acordaron luego la producción de una precuela de The Conjuring inspirada solo en la muñeca y la cual contó con el visto bueno de Lorraine Warren. El 22 de agosto de 2014 se estrenó el primer tráiler principal de la película, en donde se ve a John Form (Ward Horton), quien regala una antigua muñeca a su esposa embarazada, Mia Form (Annabelle Wallis), y en una terrible noche, una secta satánica invade su casa y un demonio se introduce en la muñeca. La cinta, titulada simplemente Annabelle, se estrenó en 2014, con una precuela, Annabelle: Creation, estrenada en 2017, y una secuela, Annabelle Comes Home, en 2019.